# Sean Nepita
Sean M. Nepita (* vor 1990) ist ein US-amerikanischer Schauspieler.
Sean Nepita ist seit Mitte der 1990er Jahre als Schauspieler tätig. Im Welterfolg Titanic (1997) war er als Fahrstuhlführer zu sehen. In Progeny – Höllenbrut (1998) spielte er Officer Murphy, in Best Laid Plans (1999) die Figur Freddie. In Curtis Harringtons Kurzfilm Usher (2002), einer Verfilmung der Geschichte Der Untergang des Hauses Usher von Edgar Allan Poe, übernahm Nepita die Rolle des jungen Bewunderers, der Roderick Usher in seiner Villa besucht (Truman Jones). In Elizabethtown (2005) spielte Nepita die Figur Mike Bohannon. Er wirkte bei 17 Produktionen mit.

## Filmografie (Auswahl)
- 1996: Heißer Draht (Over the Wire)
- 1997: Titanic
- 1998: Progeny – Höllenbrut (Progency)
- 1999: Beverly Hills, 90210 (Fernsehserie, eine Folge)
- 1999: Best Laid Plans
- 1999: Jack and Jill (Fernsehserie, eine Folge)
- 2002: Silent Justice
- 2002: Usher (Kurzfilm)
- 2005: Elizabethtown
- 2006: The Lucky Girl
- 2007: Shark (Fernsehserie, eine Folge)
- 2008–2010: Kamen Rider: Dragon Knight (Fernsehserie, zwei Folgen)
- 2012: The Zoo